# National Urban League
La National Urban League (NUL), nota in precedenza come National League on Urban Conditions Among African Americans, è un'organizzazione apartitica per la difesa dei diritti civili con sede a New York, a tutela degli afroamericani e contro le discriminazioni razziali negli Stati Uniti d'America.
Il presidente attuale è Marc Morial.